# Longader
De longaderen of venae pulmonariae zijn de aders die zuurstofrijk bloed vanuit de longen naar de linkeratrium vervoeren. Ze zijn het vervolg van de zuurstofarme en koolstofdioxiderijke longslagaders, die vertakt zijn tot haarvaten. In de longen heeft er gaswisseling plaatsgehad, zodat het bloed in de longaders zuurstofrijk en koolstofdioxidearm is.
Bij de mens heeft elke long twee longaders, die afzonderlijk in het linkeratrium uitmonden.

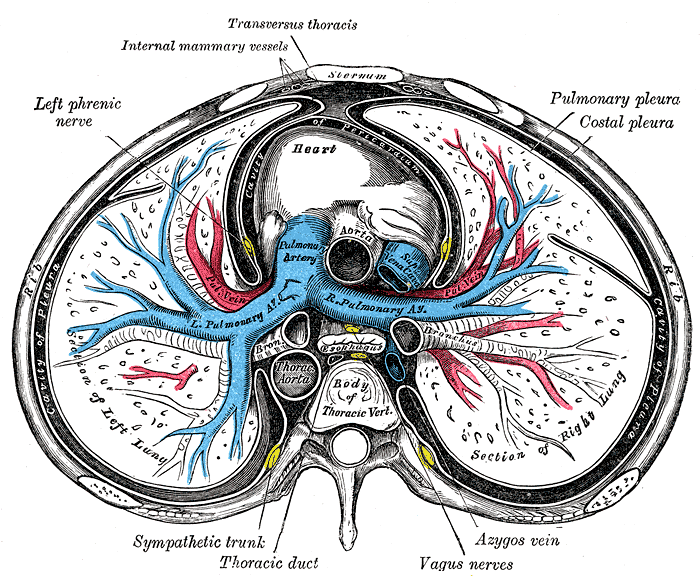
De longaderen (rood) dwarsdoorsnede